# Pešca
Pešca es un pueblo ubicado en el municipio de Berane, en Montenegro.

## Demografía
Hasta 2011 la población era de 1894 habitantes, conformada por 558 hogares y 621 viviendas.
| 278                                                              | 292 | 413 | 938 | 1167 | 1557 | 1721 | 1894 |
| (Fuente: Population statistics of Eastern Europe & former USSR.) |     |     |     |      |      |      |      |

| Etnicidad                                           | Número | Porcentaje |
| --------------------------------------------------- | ------ | ---------- |
| Serbios                                             | 1097   | 63,74 %    |
| Montenegrinos                                       | 531    | 30,85 %    |
| Musulmanes                                          | 11     | 0,63 %     |
| Macedonios                                          | 2      | 0,11 %     |
| Albaneses                                           | 2      | 0,11 %     |
| Yugoslavos                                          | 2      | 0,11 %     |
| Croatas                                             | 1      | 0,05 %     |
| Húngaros                                            | 1      | 0,05 %     |
| Otros                                               | 74     | 4,30 %     |
| Fuente: Republic of Montenegro. Statistical Office. |        |            |